# Paul Lengellé
Paul Lengellé, né le 1er mars 1908 à Paris (XIe arrondissement), mort le 18 décembre 1993 à Neuilly-sur-Seine, est un peintre et illustrateur français.

## Biographie
Né dans une famille picarde, son enfance se passe dans les environs d’Amiens et il vit la Première Guerre mondiale tout près du front. 
Peintre et dessinateur, il maîtrise particulièrement la gouache pour représenter les avions. En 1936 il devient 
peintre officiel du Ministère de l’Air. Il réalise de nombreuses illustrations pour les firmes aéronautiques : Amiot, Breguet, Dewoitine, Farman, Morane, Potez…
En 1945, il réalise une collection complète des appareils français, de 1939 à 1945, pour les Forces aériennes françaises libres (aujourd’hui au Musée de l’Air).
Après la guerre, il peint des tableaux sur les combats aériens. Il illustre des couvertures de livres pour les éditions France-Empire et Flammarion : récits de guerre, d’aviation mais aussi de marine ou de sujets variés. Il a réalisé en 1947 toutes les illustrations du livre Hélène Boucher écrit par Roland Tessier dans la collection «Les Héros de l'air en images» pour le compte des éditions Flammarion
Il collabore à des revues telles Science et Vie, Time-Life, Aviation Week, L'Album du Fanatique de l'Aviation à partir de mars 1970 (n°9).
Paul Lengellé est aussi un des artistes qui ont travaillé pour la décoration des boîtes de maquettes Heller.